# مرکز نمایشگاه نفت و گاز عمان
مرکز نمایشگاه نفت و گاز عمان یک موزه در مسقط عمان که در سال ۱۹۹۵ بنا شده و توسط شرکت توسعه نفت عمان اهدا شده است. این موزه به بررسی کشف، استخراج و استفاده از سوخت‌های فسیلی در عمان می‌پردازد.